# Liste der portugiesischen Botschafter in Jordanien
Die Liste der portugiesischen Botschafter in Jordanien listet die Botschafter der Republik Portugal in Jordanien auf. Die beiden Länder unterhalten seit 1972 diplomatische Beziehungen.
Erstmals akkreditierte sich 1972 ein portugiesischer Vertreter in der jordanischen Hauptstadt Amman. Eine eigene Botschaft eröffnete Portugal danach nicht dort, der Portugiesische Botschafter in Ägypten (zeitweise der Portugiesische Botschafter im Libanon) ist für Jordanien zuständig und wird dazu in Amman zweitakkreditiert.
In der jordanischen Hauptstadt Amman ist ein portugiesisches Honorarkonsulat eingerichtet.

## Missionschefs
| Name                                              | Bild      | Amtszeit                        | Anmerkungen                                                                |
| Jordanien                                         | Jordanien | Jordanien                       | Jordanien                                                                  |
| ------------------------------------------------- | --------- | ------------------------------- | -------------------------------------------------------------------------- |
| Augusto Henrique de Almeida Coelho Lopes          |           | ab 1972                         | Botschafter mit Amtssitz Beirut, am 5. Juli 1972 in Amman akkreditiert     |
| Roberto Nuno de Oliveira e Silva Pereira de Sousa |           | ab 1978                         | Botschafter mit Amtssitz Kairo, am 15. Juli 1978 in Amman akkreditiert     |
| João Nuno Perestrelo Botelheiro Cavaco            |           | ab 1981                         | Botschafter mit Amtssitz Beirut, am 14. Juli 1981 in Amman akkreditiert    |
| Luís Gonzaga Ferreira                             |           | ab 1985                         | Botschafter mit Amtssitz Beirut, am 21. April 1985 in Amman akkreditiert   |
| Francisco António Grainha do Vale                 |           | ab 1989                         | Botschafter mit Amtssitz Kairo, am 20. Dezember 1989 in Amman akkreditiert |
| Eduardo Fernando Street Manoel Nunes de Carvalho  |           | ab 1993                         | Botschafter mit Amtssitz Kairo                                             |
| Manuel Tavares de Sousa                           |           | ab 2000                         | Botschafter mit Amtssitz Kairo, am 19. Juni 2000 in Amman akkreditiert     |
| Fernando José Rodrigues Machado                   |           | ab 2002                         | Botschafter mit Amtssitz Kairo                                             |
| António Carlos Carvalho de Almeida Ribeiro        |           | 22. August 2007 –13. April 2009 | Botschafter mit Amtssitz Kairo                                             |
| Aristides Alegre Vieira Gonçalves                 |           | 26. Juli 2010 –14. Oktober 2011 | Botschafter mit Amtssitz Kairo                                             |
| António Manuel Moreira Tânger Corrêa              |           | 15. Mai 2012 –22. Juni 2015     | Botschafter mit Amtssitz Kairo                                             |
| Maria Madalena Lobo Carvalho Fischer              |           | seit 12. Januar 2016            | Botschafter mit Amtssitz Kairo                                             |